# Ledicia Sola
Ledicia Sola (Ourense, Galícia, 27 de març de 1978) és una actriu gallega.

## Biografia
És és una actriu molt coneguda en Galícia pels seus papers en les sèries Os Atlánticos i O Nordés, i a la resta d'Espanya pels seus personatges a les sèries Periodistas, HKM o Gran Reserva. En l'àmbit cinematogràfic destaca el seu paper com Nina a Os fenómenos, pel qual va rebre el Mestre Mateo a la Millor Actriu de Repartiment 2015, Pilar a El patio de mi cárcel i com la Viguesa a A esmorga al costat de Karra Elejalde. El 2022 actuà a Malencolía.

## Filmografia

### Televisió
- Rías Baixas com Vanessa (2000)
- Galicia exprés, com Uxía (2001)
- Abogados, personatge episòdic (2001)
- Pequeño hotel, personatge episòdic (2001)
- Periodistas, com Aissa (2001)
- Ana y los siete, com Marta (2003)
- Cala reial, repartiment. telefilm (2003)
- As leis de Celavella, com Susana (mare de don Tomás, el cura) (2004)
- El comisario, un episodi: Fuego y plomo (2006)
- En buena compañía, personatge episòdic (2006)
- C.L.A. No somos ángeles, personatge episòdic (2007)
- HKM, com Mónica (2008 - 2009)
- Os Atlánticos, com Laura (2008 - 2009)
- Hablan, kantan, mienten, com Mónica (2008 - 2009)
- Gondar, un episodi: A herdanza dos faraóns (2009)
- O Nordés, com Eva Mouzo (2009)
- Gran Reserva, com Mónica Robledano (2010 - 2011)
- Maratón, com Saamira. telefilm (2013)
- Amar es para siempre, com Montserrat "Montse" Feliu (2013)
- Pazo de familia, com Sofía Salgado (2015)
- La Xirgu, l'actriu, com Josefina. telefilm (2016)
- Seis Hermanas, com Leticia Sáez (2016)
- El final del camino, personatge episòdic (2017)
- Vivir sin permiso, com Elisa Carballo (2018-2020)
- Pequeñas coincidencias, personatge episòdic (2021)

### Llargmetratges
- Hotel Tívoli, com Isabel. Dir. Antón Reixa (2007)
- El patio de mi cárcel, com Pilar. Dir. Belén Macías (2008)
- Años después, com Monse. Dir. Laura Gárdos Velo (2011)
- Os fenómenos, com Nina. Dir. Alfonso Zarauza (2014)
- A esmorga, com Viguesa. Dir. Ignacio Vilar (2014)
- Malencolía (2022)

### Curtmetratges
- Las tetas más bonitas del mundo, com una noia. Dir. Eneko Obieta (2004)
- Bos dias, repartiment. Dir. Dani de la Torre (2006)
- S.Ó.S, repartiment. Dir. Antonio Mourelos (2007)
- Susurros, com Elvira (veu). Dir. Carlos Castel (2008)
- El gol en propia meta, repartiment. Dir. David Trueba (2012)
- A través del espejo, com Alicia. Dir. Iván Mena (2014)
- Papá llevaba peluca, com Marta. Dir. Chema Montero (2016)

### Teatre
- Las chicas de Essex, de Rebecca Prichard. Dir. Pablo Calvo (1999-2000)
- Medea, de Eurípides. Dir. Michael Cacoyannis (2001)
- Pentesilea, de Heinrich von Kleist. Dir. Peter Stein (2002)
- Donde hay agravios, no hay celos, de Rojas Zorrilla. Dir. Ignacio Sánchez Pascual (2005)
- Ice Cream, de Caryl Churchill. Dir. Darío Facal (2005)
- Atila furioso, de Cristóbal de Virués. Dir. Darío Facal (2006)
- A ópera de a patacón, de R. Vidal Bolaño. Dir. Marcos Orsi (2006)
- Historia de amor, de Jean Luc Lagarce. Dir. Darío Facal (2008)
- Madrid Laberinto XXI, de Darío Facal. Dir. Darío Facal (2009)
- Habla por ti, d'Ignacio Gabasa. Dir. Ignacio Gabasa (2010)
- La herencia, d'Ignacio Gabasa. Dir. Ignacio Gabasa (2010)
- La vida imaginaria de Bonnie & Clyde, de Darío Facal y Peru Saizprez. Dir. Darío Facal (2011)
- El amor es un asco: Él, d'Ignacio Gabasa. Dir. Ignacio Gabasa (2011)
- El amor es un asco: Ella, d'Ignacio Gabasa. Dir. Ignacio Gabasa (2011)
- El apagón, de Peter Shaffer. Compañía Yllana (2011)
- Apalancada, d'Ignacio Gabasa. Dir. Ana Risueño (2012)
- Verano, de Jorge Roelas. Dir. Tamzin Townsend (2012)
- Amigos ata morte de Javier Veiga. Dir. Javier Veiga (2015)

## Guardons i nominacions

### Premis Mestre Mateo
| Any  | Categoria                | Film         | Resultat   |
| ---- | ------------------------ | ------------ | ---------- |
| 2014 | Millor actriu secundària | Os fenómenos | Guanyadora |
| 2022 | Millor actriu secundària | Malencolía   | Nominada   |